# 紅孩兒
紅孩兒是《西遊記》牛魔王及鐵扇公主之子，本名牛聖嬰，號「聖嬰大王」。因為牛魔王和孫悟空是結拜兄弟，所以算起來紅孩兒是孫悟空的義姪，但牛魔王不曾告訴紅孩兒此事。紅孩兒修煉成三昧真火，操使一丈八尺長的火尖槍，武功平平但仙功了得，由於牛魔王在他年幼時不注意品德教育，紅孩兒便和牛魔王有樣學樣，竟想抓唐僧回洞给父母吃，甚至屡次战胜孙悟空，最後請觀音菩薩用計收服為徒。

## 簡介

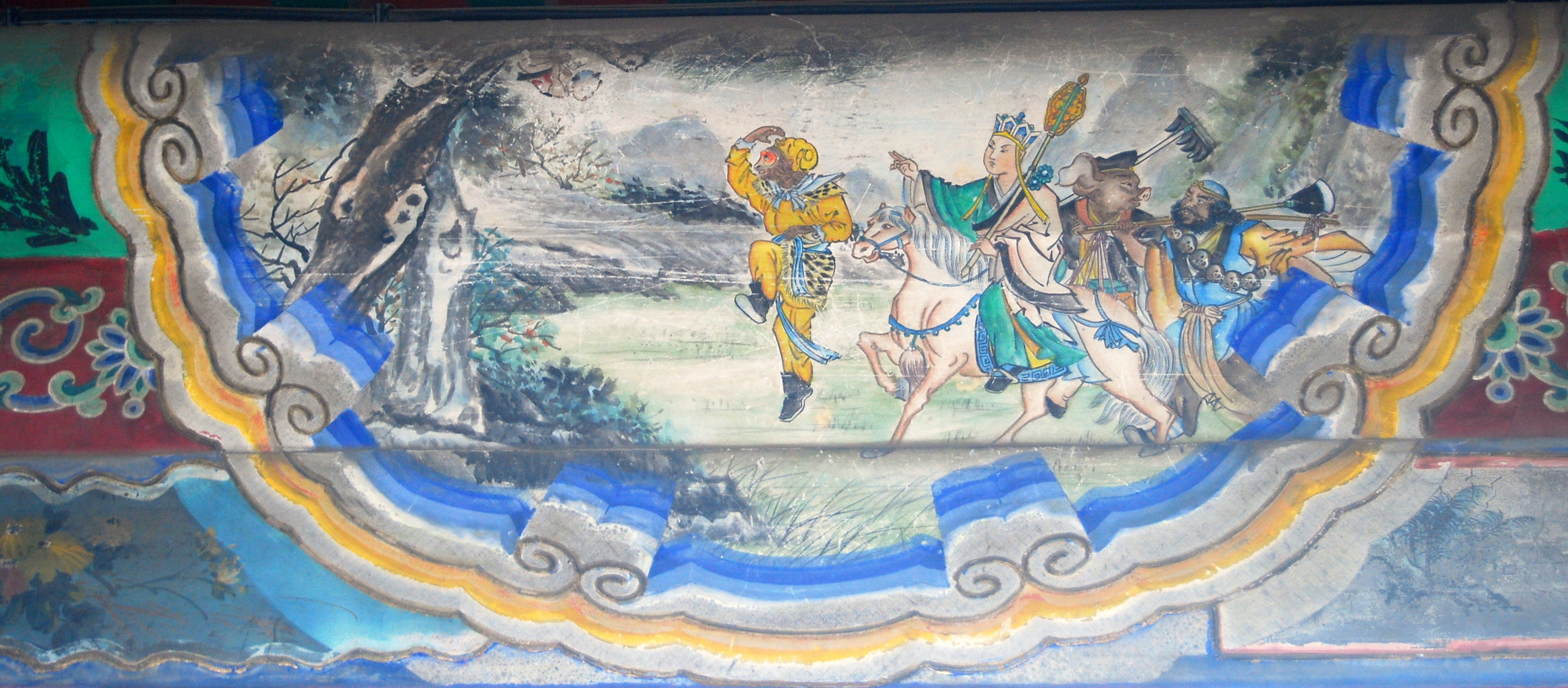
颐和园长廊彩绘：红孩儿化作被绑幼童欺骗唐僧师徒

紅孩兒是中國古典小說《西遊記》中的人物，主要出現在孫悟空與火燄山這一篇故事中，後世節錄《西遊記》故事時，紅孩兒往往都是重要的角色。故事中觀音為了收服紅孩兒而让出莲花座，红孩兒只见座没见观音，就小孩玩心重，上莲座学磐腿坐，哪知莲座自动伸出数支自动锋利弯刀，抓抵住红孩兒双腿动弹不得，红孩兒因此顺從观音，观音收红孩兒于身边，即善财童子，当时竟达300岁。
《西遊記》描述其外貌為：
|  | 面如傅粉三分白，唇若塗朱一表才。鬢挽青雲欺靛染，眉分新月似刀裁。 戰裙巧繡盤龍鳳，形比哪吒更富胎。雙手綽槍威凜冽，祥光護體出門來。 哏聲響若春雷吼，暴眼明如掣電乖。要識此魔真姓氏，名揚千古喚紅孩。 |

元代雜劇《西遊記》中，紅孩兒（亦作火孩兒）是鬼子母的兒子・愛奴兒。
在另一部古典小說《薛丁山征西》曾出場協助樊梨花等仙徒率領的唐軍擊敗五龍公主，並用「乾坤環」擊破白龍公主用內丹煉成的「玉環傘」，奪回唐將所丟失的法器寶物。

## 相關
文末暗示紅孩兒即五十三參得道的善財童子（佛堂觀音圖像站在觀音身旁微笑男童）。

## 影視作品

### 電影
- 《紅孩兒》（1962年），馮寶寶飾演
- 《紅孩兒》（1975年），丁華寵飾演
- 《西遊記之紅孩兒》（2021年），籍皓飾演

### 電視劇
- 《西遊記》（1986年），趙欣培飾演
- 《西遊記》（1996年），許秋怡飾演

### 動畫
- 《紅孩兒：決戰火焰山》（2005年）